# Nintendo Software Technology
Nintendo Software Technology Corporation (más conocida como Nintendo Software Technology o NST) es una compañía estadounidense dedicada al desarrollo de videojuegos en plataformas Nintendo, siendo reconocida como una first-party de esta. La compañía se dedica a la creación de videojuegos de un gusto más genuinamente americano/occidental que los videojuegos que vienen de Japón. Las oficinas de NST se encuentran en Redmond, Washington, EE. UU. y en ellas trabajan más de 80 empleados. Actualmente la dirige Shigeki Yamashiro.

## Historia
Nintendo Software Technology nace a finales de los '90 con el objetivo de adaptar y crear juegos de Nintendo del gusto occidental, y más específicamente del gusto americano.
Su primer juego, Bionic Commando: Elite Forces, fue lanzado para Game Boy Color en 1999 y era la secuela de Bionic Commando de Capcom.
Esta será la tónica general de NST: la creación de secuelas de calidad de ciertos títulos, tanto propios de Nintendo (Wave Race, 1080º) como de terceras (Ridge Racer).
Una de las características de la compañía es que la mayoría de sus juegos han salido antes en occidente que en Japón, e incluso algunos no han llegado a ver la luz allí (Ridge Racer 64, Crystalis).
John Lim, artista de Nintendo, reveló en su perfil de LinkedIn que trabaja en un proyecto de NST previsto para 2023, aunque se desconoce si se trata de un título para Nintendo Switch.

## Videojuegos
2000
- Bionic Commando: Elite Forces (GBC)
- Crystalis (GBC)
- Pokémon Puzzle League (N64)
- Ridge Racer 64 (N64)

2001
- Wave Race: Blue Storm (GCN)

2003
- 1080° Avalanche (GCN)
- Nintendo Puzzle Collection (GCN)
- The Legend of Zelda: Collector's Edition (GCN)
- The Legend of Zelda: Ocarina of Time Master Quest (GCN)

2004
- Mario vs. Donkey Kong (GBA)
- Ridge Racer DS (NDS)

2006
- Mario vs. Donkey Kong 2: March of the Minis (NDS)
- Metroid Prime: Hunters (NDS)

2007
- Sin and Punishment: Successor to the Earth (Wii, Traducción en Consola Virtual)

Cancelados
- Project H.A.M.M.E.R (Wii)

Próximamente
Nintendo Switch